# العلاقات الليبية الموريشيوسية
العلاقات الليبية الموريشيوسية هي العلاقات الثنائية التي تجمع بين ليبيا وموريشيوس.

## مقارنة بين البلدين
هذه مقارنة عامة ومرجعية للدولتين:
| وجه المقارنة                                              | ليبيا                                       | موريشيوس                 |
| --------------------------------------------------------- | ------------------------------------------- | ------------------------ |
| المساحة (كم2)                                             | 1.76 مليون                                  | 2.04 ألف                 |
| عدد السكان (نسمة)                                         | 6.37 مليون                                  | 1.26 مليون               |
| الكثافة السكانية (ن./كم²)                                 | 3.62                                        | 617.65                   |
| العاصمة                                                   | طرابلس                                      | بورت لويس                |
| اللغة الرسمية                                             | اللغة العربية، اللغة العربية الفصحى الحديثة | لغة إنجليزية، لغة فرنسية |
| العملة                                                    | دينار ليبي                                  | روبي موريشي              |
| الناتج المحلي الإجمالي (بليون دولار)                      | 50.98 مليار                                 | 13.34 مليار              |
| الناتج المحلي الإجمالي (تعادل القوة الشرائية) بليون دولار | 69.32 مليار                                 | 25.36 مليار              |
| الناتج المحلي الإجمالي الاسمي للفرد دولار أمريكي          |                                             | 9.25 ألف                 |
| الناتج المحلي الإجمالي للفرد دولار أمريكي                 | 15.60 ألف                                   | 18.59 ألف                |
| مؤشر التنمية البشرية                                      | 0.724                                       | 0.777                    |
| رمز المكالمات الدولي                                      | +218                                        | +230                     |
| رمز الإنترنت                                              | .ly                                         | .mu                      |
| المنطقة الزمنية                                           | ت ع م+02:00، توقيت شرق أوروبا               | ت ع م+04:00              |

## منظمات دولية مشتركة
يشترك البلدان في عضوية مجموعة من المنظمات الدولية، منها:
| علم المنظمة | اسم المنظمة                        | تاريخ انضمام ليبيا | تاريخ انضمام موريشيوس |
| ----------- | ---------------------------------- | ------------------ | --------------------- |
|             | البنك الإفريقي للتنمية             | ?                  | ?                     |
|             | البنك الدولي للإنشاء والتعمير      | 17 سبتمبر 1958     | 23 سبتمبر 1968        |
|             | منظمة حظر الأسلحة الكيميائية       | ?                  | ?                     |
|             | الأمم المتحدة                      | 14 ديسمبر 1955     | 24 أبريل 1968         |
|             | الاتحاد الأفريقي                   | ?                  | ?                     |
|             | وكالة ضمان الاستثمار متعدد الأطراف | 5 أبريل 1993       | 28 ديسمبر 1990        |
|             | منظمة الشرطة الجنائية الدولية      | ?                  | ?                     |
|             | مؤسسة التنمية الدولية              | 1 أغسطس 1961       | 23 سبتمبر 1968        |
|             | يونسكو                             | 27 يونيو 1953      | 25 أكتوبر 1968        |
|             | مؤسسة التمويل الدولية              | 18 سبتمبر 1958     | 23 سبتمبر 1968        |
|             | الاتحاد البريدي العالمي            | ?                  | ?                     |
|             | الاتحاد الدولي للاتصالات           | 3 فبراير 1953      | 30 أغسطس 1969         |

## وصلات خارجية
- موقع وزارة الخارجية الليبية